# 부영여자고등학교
부영여자고등학교(富營女子高等學校)는 대한민국 전라남도 여수시 안산동에 있는 공립 고등학교이다.

## 학교 연혁
- 1995년 1월 23일 : 부영여자고등학교 설립 인가
- 1995년 3월 1일 : 초대 김환택 교장 부임
- 1995년 3월 6일 : 제1회 입학식 (10학급 464명)
- 1995년 3월 22일 : 준공 및 개교
- 1996년 10월 15일 : 안심학숙 준공, 특별 교실(12실) 준공
- 1998년 2월 1일 : 제1회 졸업식 442명
- 2004년 3월 1일 : 학칙 개정(30학급)
- 2007년 2월 15일 : 체육관 개관
- 2013년 11월 30일 : 급식실 개축
- 2024년 12월 31일 : 제28회 졸업식(9학급 202명) 총 9,558명
- 2025년 3월 1일 : 제13대 박은주 교장 부임
- 2025년 3월 4일 : 제31회 입학식(9학급 191명)

## 참고 자료
- 부영여자고등학교 - 한국교육학술정보원 학교알리미